# Recueil des historiens des croisades
Recueil des historiens des croisades – seria tekstów źródłowych dotyczących wypraw krzyżowych. Wydawana była w Paryżu od 1844 do 1906 roku. Zawiera teksty łacińskie i starofrancuskie, a także arabskie, greckie i armeńskie, wraz z przekładami na język francuski dzieł autorów greckich i wschodnich. 

## Tomy wydane w serii
Recueil des historiens des croisades składa się z pięciu serii:
- Lois ("RHC Lois")
- Historiens occidentaux ("RHC Oc" or "RHC Occ"; źródła zachodnie w języku łacińskim i starofrancuskim)
- Historiens orientaux ("RHC Or";źródła arabskie)
- Historiens grecs ("RHC Grec"; źródła greckie)
- Historiens arméniens ("RHC Arm"; źródła ormiańskie)

### Lois (1841–1843)
- Assises de Jérusalem ou Recueil des ouvrages de jurisprudence composés pendant le XIIIe siècle dans les royaumes de Jérusalem et de Chypre, par Auguste-Arthur Beugnot.

#### Volume 1
- Wstęp
- I. 	Livre de Jean d'Ibelin
- II. 	Livre de Geoffroy le Tort
- III. 	Livre de Jacques d'Ibelin
- IV. 	Livre de Philippe de Navarre
- V. 	La Clef des Assises de la Haute Cour du royaume de Jérusalem et de Chypre
- VI. 	Le Livre au Roi
- Table des matières

#### Volume 2
- I. 	Livre des Assises de la Cour des Bourgeois
- II. 	Abrégé du Livre des Assises de la Cour des Bourgeois
- III. 	Bans et Ordonnances des rois de Chypre
- IV. 	Formules
  - Appendix:
- I. 	Documents relatifs à la successibilité au trône et à la régence
- II. 	Document relatif au service militaire
- III. 	Les Lignages d'Outremer
- IV. 	Charters

### Historiens occidentaux (1844–1895)

#### Volume 1 (1844)
- Historia rerum in partibus transmarinis gestarum / L’estoire de eracles émpereur (Wilhelm z Tyru)
- Variantes Lectiones
- Index Generalis

#### Volume 2 (1859)
- L’estoire de eracles émpereur (kontynuacja, księgi 23-34)
- Kontynuacja Wilhelma z Tyru
- Glossary
- Table

#### Volume 3 (1866)
- I. 	Petri Tudebodi seu Tudebovis, sacerdotis Sivracensis, historia de Hierosolymitano itinere
- II.	Gesta Francorum et aliorum Hierosolymitanorum, seu Tudebodus abbreviatus
- III.	Tudebodus imitatus et continuatus, ex codice bibliothecae casinensis qui inscribitur, Historia peregrinorum euntium Jerusolymam ad liberandum Sanctum Sepulcrum de potestate ethnicorum, et a cl. Viro Mabillone editus est in Musaeo italico
- IV.	Raimundi de Aguilers, canonici Podiensis, historia Francorum qui ceperunt Iherusalem
- V.	Historia Iherosolymitana. Gesta Francorum Iherusalem peregrinantium, ab anno Domini MXCV usque ad annum MCXXVII, auctore domno Fulcherio Carnotensi
- VI.	Gesta Francorum expugnantium Iherusalem
- VII.	Secunda pars historiae Iherosolimitanae
- VIII.	Gesta Tancredi in expeditione Hierosolymitana, auctore Rudolfo Cadomensi, ejus familiari
- IX.	Roberti Monachi historia Iherosolimitana
- X.	Stephani, comitis Carnotensis, atque Anselmi de Ribodi Monte epistolae
- Index generalis quo nomina quae ad res, locos et homines pertinent, comprehenduntur

#### Volume 4 (1879)
- I.	Baldrici, episcopi Dolensis, Historia Jerosolimitana
- II.	Historia quae dicitur Gesta Dei per Francos, edita a venerabili Domno Guiberto, abbate monasterii Sanctae Mariae Novigenti
- III.	Alberti Aquensis Historia Hierosolymitana
- Index generalis quo nomina quae ad res locos, homines, pertinent, comprehenduntur

#### Volume 5 (1895)
- I. Ekkehardi abbatis Uraugiensis Hierosolymita
- II. Cafari de Caschifelone, Genuensis, De libertatione civitatum Orientis
- III. Galterii, cancellarii Antiocheni, Bella Antiochena, 1114–1119
- IV. Balduini III Historia Nicaena vel Antiochena
- V. Theodori Palidensis Narratio profectionis Godefridi ducis ad Jerusalem
- VI. Passiones beati Thiemonis
- VII. Documenta Lipsanographica ad I. bellum sacrum spectantia
- VIII. Primi belli sacri Narrationes minores
- IX. Exordium Hospitalariorum
- X. Historia Gotfridi
- XI. Benedicti de Accoltis, Aretini, Historia Gotefridi
- XII. Li Estoire de Jerusalem et d’Antioche
- XIII.	Itinerario di la gran militia, a la pavese
- XIV. Fulco. Gilo
- Index generalis

### Historiens orientaux (1872–1906)

#### Volume 1 (1872)
- Fragmenty Al-muchtasar fi tarich al-baszar Abu al-Fida
- Fragmenty Kitab al-Kamil fi'l-Ta'rikh Ibn al-Asir

#### Volume 2, part 1 (1887)
- Fragmenty kontynuacji Ibn al-Asir
- Fragmenty dzieła Badr al-Din al-Ayni

#### Volume 2, part 2 (1876)
- Historia Atebegów Mosulu Ibn al-Asira

#### Volume 3 (1884)
- Fragmenty różnych dzieł kronikarzy arabskich

#### Volume 4 (1898)
- Księga dwóch ogrodów, historia dwóch królestw Abu Szamy

#### Volume 5 (1906)
- Księga dwóch ogrodów, historia dwóch królestw (kontynuacja)

### Historiens grecs (1875–1881)

#### Volume 1 (1875)
- Preface
- Variantes lectiones e codice Florentino
- I. Scriptores Graeci Bellorum a Francis dei signa sequentibus in Syria susceptorum, Annotationes Historiae et philologicae ad partem primam
- I. Scriptores Graeci Bellorum a Francis dei signa sequentibus in Syria Susceptorum. Pars secunda
- III. Scriptores Graeci Bellorum a Francis dei signa sequentibus in Syria Susceptorum. Pars tertia. Transitio.
- IV. Scriptores Graeci Bellorum a Francis dei signa sequentibus in Syria Susceptorum. Pars quarta
- V. Scriptores Graeci Bellorum a Francis dei signa sequentibus in Syria Susceptorum. Pars quinta. (Nicephorus Gregoras, Ioannes Phocas, Neophytus, Georgius Agropolita De Syria Expugnata.
- Addenda et corrigenda

#### Volume 2 (1881)
- Preface
- Scriptores Graeci Bellorum a Francis dei signa sequentibus in Syria Susceptorum. Adnotationes Historicae et philologicae ad partem secundum.
- Scriptores Graeci Bellorum a Francis dei signa sequentibus in Syria Susceptorum. Adnotationes Historicae et philologicae ad partem tertiam.
- Scriptores Graeci Bellorum a Francis dei signa sequentibus in Syria Susceptorum. Adnotationes Historicae et philologicae ad partem
- Scriptores Graeci Bellorum a Francis dei signa sequentibus in Syria Susceptorum. Adnotationes Historicae et philologicae ad partem quintam.
- Scriptores Graeci Bellorum a Francis dei signa sequentibus in Syria Susceptorum. Appendix

### Documents arméniens (1869–1906)

#### Volume 1 (1869)
- Różni historycy ormiańscy

#### Volume 2 (1906)
- I. Kronika Armenii
- II. La Flor des Estoires des parties d’Orient. Livre I.-IV.

Flos historiarum terre Orientis. Liber I.-IV.
- III. Directorium ad passagium faciendum.
- IV. De modo saracenos extirpandi
- V. Responsio ad errores impositos Hermenis
- VI. Les gestes des Chiprois. Livre I.-III.